# Станіслав Гозій
Стані́слав Го́зій (лат. Stanislaus Hosius, пол. Stanisław Hozjusz, 5 травня 1504, Краків ― 5 серпня 1579) ― польський римо-католицький князь-єпископ, кардинал (з 1561), дипломат. Представник німецького міщанського роду Госсе з Кракова. Один із лідерів Контрерформації в Східній Європі. Єпископ хелмінський (1549—1551) і вармійський (1551―1579). Великий пенітенціарій (1574—1579). Секретар короля Сигізмунда І Старого (1538—1543), великий секретар коронний (1543—1549). Папський легат при дворі імператора Священної Римської імперії у Відні (1558) та польського короля (1566); посол Речі Посполитої при Святому Престолі (з 1569). Фундатор Браунсберзької єзуїтської колегії (1565). Богослов-полеміст, гуманіст, меценат, автор численних творів.

## Біографія
Станіслав Гозій народився 5 травня 1504 року в Кракові, у родині заможних міщан німецького походження — віленського городничкого Ульріха Госсе (Гозія; ? — 1561) та Анни. Дитинство хлопець провів у Вільно.
У 1519—1524 роках Станіслав навчався у краківському Ягеллонському університеті. Служив вчителем при краківському єпископові. Цікавився гуманістичним рухом і підтримував контакти з Еразмом Роттердамським. У 1529—1534 роках навчався в Болоньї. З 1538 був секретарем польського короля. У 1538 році був призначений Вармінським каноніком, в 1540 ― одночасно Краківським, в 1542 ― Сандомирським. У 1549—1550 і в 1569 роках виконував дипломатичні доручення короля Сигізмунда Августа. З 12 липня 1549 єпископ Хелмінський, з 11 травня 1551 ― Вармійський.
Був активним діячем контрреформації. З 1558 року виконував служіння в Римі, в 1560—1561 роках Апостольський нунцій у Відні. У 1561—1563 роках брав участь у Тридентському соборі, керував ним в 1563 році.
У 1564 році повернувся до Польщі. Під його впливом король Сигізмунд Август, виконуючи рішення Тридентського собору, посилив боротьбу з реформацією. У 1564 році запросив єзуїтів до Польщі і до Браунсберга (нині Бранево), де заснував першу єзуїтську колегію. З 1569 року знову ― в Римі.
12-13 травня 1572 р. брав участь у конклаві, на якому було обрано папою Григорія ХІІІ.
Станіслав Гозій помер 5 серпня 1579 р. в містечку Капраніка, а похований в римській базиліці Санта Марія ін Трастевере. Незадовго по смерті розпочалися заходи у справі його беатифікації. Формальний процес започаткований 1923 в Хелмінській дієцезії, а продовжився в 1975 у Вармінській дієцезії. Богословська ревізія писань Гозія триває від 1978 р., а 2006 відновлено його беатифікаційний процес в Ольштині та на дієцезальному рівні встановлено трибунал.

## Титули
- Кардинал-священник базиліки Сан Лоренцо ін Панісперна (8 серпня 1561 ― 31 серпня 1562)
- Кардинал-священник базиліки Сан Панкраціо (31 серпня 1562 ― 4 вересня 1565)
- Кардинал-священник базиліки Санта Сабіна (4 вересня 1565 ― 7 вересня 1565)
- Кардинал-священник базиліки Сан Теодоро аль Палатіно (7 вересня 1565 ― 10 лютого 1570)
- Кардинал-священник базиліки Санта Пріска (10 лютого 1570 ― 9 червня 1570)
- Кардинал-священник базиліки Санта Анастасія (9 червня 1570 ― 3 липня 1570)
- Кардинал-священник базиліки Сан Клементе (3 липня 1570 ― 9 липня 1578)
- Кардинал-священник базиліки Сан П'єтро ін Вінколі (9 липня 1578 ― 3 жовтня 1578)
- Кардинал-священник базиліки Санта Марія ін Трастевере (3 жовтня 1578 ― 5 серпня 1579)

## Твори
Богословські праці і полемічні листи видані в збірці «Opera omnia» (1547). Найважливіший твір «Confessio fidei catholicae christiana» (1557; 39 видань).